# Henrik Purienne
Henrik Purienne (* 1977, Worcester) je jihoafrický fotograf, filmový režisér a zakladatel módní publikace Mirage. Sídlí v Kapském Městě.

## Raný život
Purienne se narodil v roce 1977 ve Worcesteru v Jižní Africe.

## Práce
Purienne začal svou kariéru natáčením dokumentárních filmů.
Vytvořil reklamní kampaně a editoriály pro značky Louis Vuitton, Maison Kitsuné, American Apparel, Maison Margiela, Interview Magazine, Playboy, Vogue, Lui, a Purple často pracuje pro současné 'it girls'  jako jsou například: Sky Ferreira, Emily Ratajkowski, Camille Rowe  a Aymeline Valade.
V roce 2009 uvedl na trh publikaci o módě a kultuře Mirage.

## Ocenění
- 2012: D&AD Yellow Pencil, Professional Awards category, for commercial film / campaign directed by Purienne, titled 'MK is...', for South African music television channel MK[14]